# Francine Shapiro
Francine Shapiro (Brooklyn, 18 februari 1948 - Sea Ranch, 16 juni 2019), was een Amerikaanse psychologe die de  EMDR-therapie (Eye Movement Desensitization and Reprocessing) ontwikkelde.
In 1987 bemerkte ze tijdens een wandeling dat het snel bewegen van haar ogen de stress ten gevolge van storende gedachten leek te verminderen. Op basis van haar aanvankelijke bevindingen deed zij verder onderzoek dat resulteerde in een publicatie uit 1989 waarin gewag wordt gemaakt van positieve resultaten gebaseerd op een aantal casestudy's.

## Publicaties
- Shapiro, F (2001) Eye Movement Desensitization and Reprocessing: Basic Principles, Protocols, and Procedures. Guildford Press. ISBN 1-57230-672-6
- Shapiro, F (2002) (ed) EMDR as an Integrative Psychotherapy Approach: Experts of Diverse Orientations Explore the Paradigm Prism. APA. ISBN 1-55798-922-2
- Shapiro, F & Forrest, M S (2004) EMDR: The Breakthrough Therapy for Overcoming Anxiety, Stress and Trauma. Basic books.ISBN 0-465-04301-1
- Shapiro, F (2007) Handbook of EMDR and Family Therapy Processes.Wiley. ISBN 0-471-70947-6